# Лактозна толерантност
Лактозна толерантност, лактозна поносимост се нарича свойство, присъщо на по-малка част от хората да произвеждат ензима лактаза в зряла възраст. Носителите на свойството лактозна толерантност могат да се хранят с прясно мляко и по правило са наследници на народи, занимавали се някога основно със скотовъдство.
Обратното свойство – лактозна непоносимост е присъщо на по-голямата част от човечеството. При носителите на свойството лактозна нетолерантност производството на ензима лактаза се блокира след достигането на определена възраст и в зряла възраст те не могат да се хранят с прясно мляко. По правило са наследници на народи, занимавали се някога със земеделие или лов и събирателство.

## Симптоми
Основният симптом на непоносимост към лактоза е нежелана реакция към продукти, съдържащи лактоза (главно мляко), включително подуване на корема и болки, метеоризъм, диария, гадене и повръщане (особено при юноши). Те се появяват от половин до два часа след консумация. Тежестта на симптомите зависи от количеството приета лактоза; повечето хора с непоносимост към лактоза могат да приемат малки количества в начина им на хранене без неблагоприятни ефекти.

## Биология
Като норма при бозайниците, когато младият организъм достигне определена възраст, производството на ензима лактаза постепенно намалява. Това прави преработката на млечната захар – лактоза невъзможно. Вероятно това е древен еволюционен механизъм, подпомагащ отбиването на кърмачето.
В някои човешки популации (произхождащи най-вече от Европа, Близкият изток и Индия), ензимът лактаза се произвежда и в зряла възраст. Млякото и млечните продукти са основна част от хранителната диета на тези популации. Изглежда хилядолетията на симбиоза с домашни животни, произвеждащи излишъци от мляко (овце, кози, крави) са станали причина за тази еволюционна адаптация.
Лактозната толерантност се класифицира като неотения (придобиване на детски характеристики от възрастния организъм). Тя е също пример на биологична адаптация, причинена от културна еволюция. Може да се разглежда и като преадаптация на поведението – храненето с майчино мляко преминава в хранене с мляко на други видове.

## Еволюционни предимства
Лактозната толерантност осигурява сериозни предимства на човешките култури, зависещи от скотовъдството. Тя позволява на номадските народи да оцеляват в среда, практически лишена от всякакви хранителни източници освен стадата им, като не се налага да убиват животните си, а само да ползват млечните излишъци.

## Еволюционни хипотези
Предполага се, че около 4000 г. пр.н.е. или по-рано във втората човешка хромозома е възникнала единична мутация, направила нефункционален регулаторният белтък, потискащ производството на ензима лактаза в зряла възраст.
Има различни версии за броя на местата, където тази промяна е настъпила независимо. Възможно е това да е станало на три места – в Северна Европа, в степите на Арабския полуостров или Сахара и в областта на Уганда-Руанда. Възможно е и еднократно възникване преди около 5000 г. някъде в Близкия изток и последващо разпространение на мутацията при преселения.
Бъдещо прецизно картиране на втора хромозома, откриване и сравняване на последователностите на регулаторния ген ще отговори по-прецизно на въпроса.
Съществува любопитна връзка между хипотезата във варианта за двукратно независимо възникване и историята на големите езикови групи: възможно е двете огнища на поява на мутацията – северно (Европа) и южно (Арабски полуостров) да са свързани съответно с климатичните пояси на обитаване на северните номади (степите на Русия и Средна Азия) и южните номади (Арабски полуостров) и с появата и разпространението на арийските и семитски езикови семейства.